# Michel Ferry
Michel Ferry (* 28. Januar 1904 in Vorbruck (La Broque), damals Deutsches Reich; † 29. November 1997 in Straßburg (Strasbourg)) war ein französischer Fluchthelfer (passeur) und Resistancemitglied in den Vogesen während des Zweiten Weltkriegs.

## Leben
Michel Ferry entstammte einer im Elsass lebenden Familie mit neun Kindern. Drei seiner älteren Brüder gingen über die damalige deutsch-französische Grenze, um im Ersten Weltkrieg nicht im Deutschen Heer dienen zu müssen. Er selbst wurde 1927 Automechaniker, heiratete 1936 und wurde Vater eines Kindes. 1939 wurde er zur französischen Armee einberufen und nach der französischen Niederlage als elsässischer Kriegsgefangener freigelassen.
Das Deutsche Reich versuchte, das Elsass mit der Schaffung des CdZ-Gebiets Elsaß zu annektieren. Am 24. Juli 1940 wurde eine Zollgrenze geschaffen, die über den Vogesenkamm verlief. Bewacht wurde die neue Grenze vom deutschen Zollgrenzschutz, verstärkt durch Grenzpolizei. Sie sollten die Flucht von entkommenen Kriegsgefangenen, Germanisierungsverweigerern und abgeschossenen alliierten Piloten verhindern. Durch die Einführung der Pflicht zum Reichsarbeitsdienst am 8. Mai 1941 und der deutschen Wehrpflicht (Malgré-nous) am 25. August 1942 für Elsässer nahm der Flüchtlingsdruck noch zu. Die De-facto-Annexion des Elsass und die Zollgrenze wurden vom Vichy-Regime nie anerkannt und so gab es auf französischer Seite keine Grenzkontrollen.
Ab Februar 1941 half Ferry Flüchtlingen über die Grenze ins 15 km entfernte Moussey. Bis Herbst 1944 überquerte er die Grenze im Schnitt mehr als einmal die Woche mit bis zu zehn flüchtigen Personen. Sechzig Personen sind namentlich bekannt, und nach seinen Angaben wurden durch ihn 978 Personen über die Grenze geschleust. Ferry wurde zwar gelegentlich als „Fluchthelfermeister“ des Réseau Martial bezeichnet, agierte aber bis ins Frühjahr 1944 auf eigene Faust, wie andere Fluchthelfer des Bruche-Tals auch. Durch seine Beziehungen verfügte er über französische Blankoformulare aus der unbesetzten Zone und gefälschte Stempel. Förster im zu durchquerenden Waldgebiet von Salm unterrichteten ihn über Patrouillen, und in Moussey gab es eine breite Unterstützung für die heimliche Versorgung und Weiterreise der Geflüchteten.
Ferry wurde 1944 nominell Leutnant der Forces françaises de l’intérieur, dem theoretisch eine Truppe von 300 Mann unterstanden hätte, die aber nie mobilisiert wurde.